# Pridvor

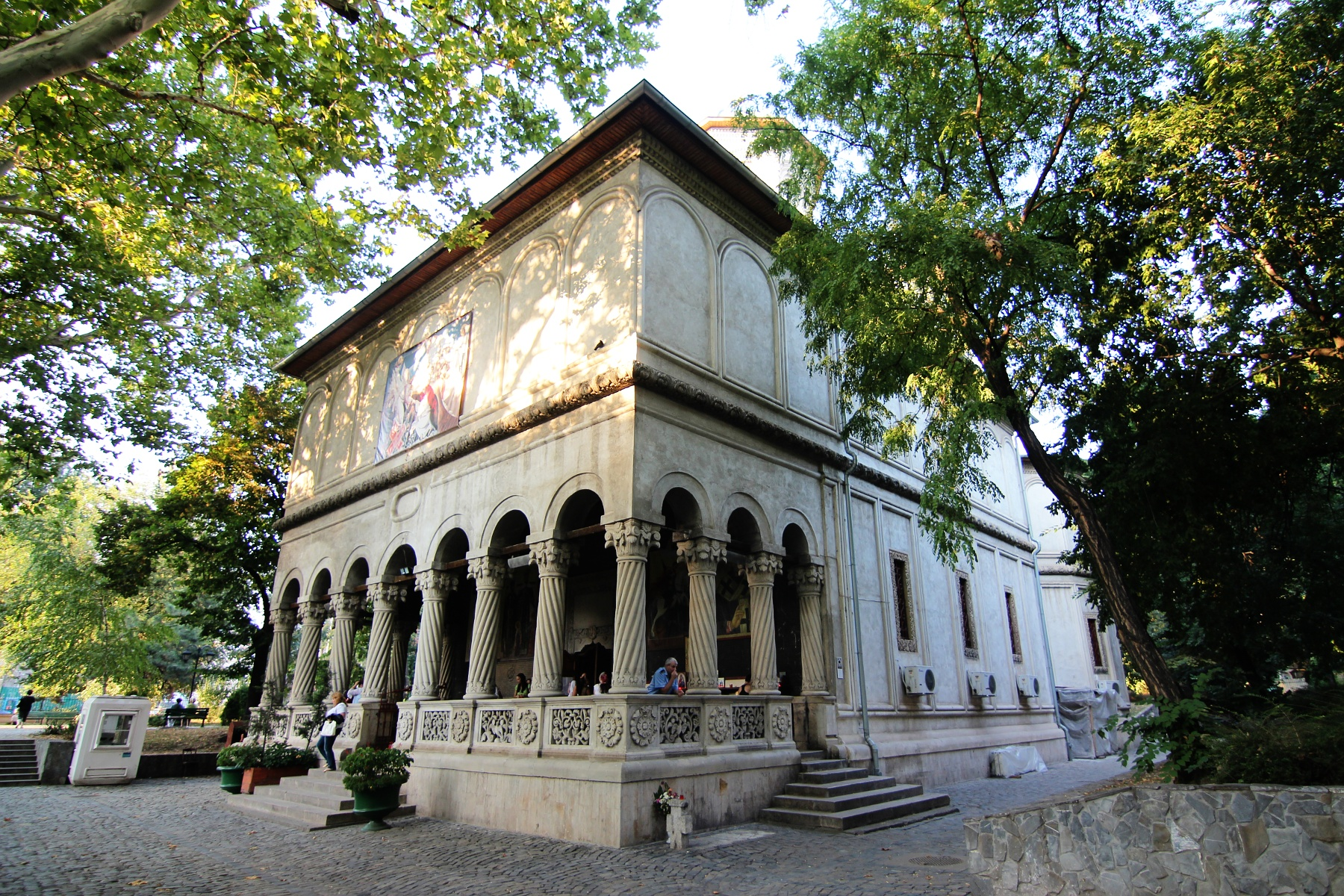
Pridvor la biserica
„Sf. Gheorghe Nou” Bucureşti

Un pridvor este o încăpere care protejează intrarea într-o biserică, precedînd pronaosul. Poate fi închis, în care caz este prevăzut cu ferestre, sau deschis, cu arcade pe stâlpi sau pe coloane. În arhitectura veche românească, laică și bisericească, pridvorul prezintă o mare varietate de forme, fiind de obicei închis în Moldova și deschis în Țara Românească, unde, în secolele XVII -XVIII, a atins o mare frumusețe. În arhitectura bisericilor de lemn din Transilvania, pridvorul este construit uneori ca o prispă.

## Galerie

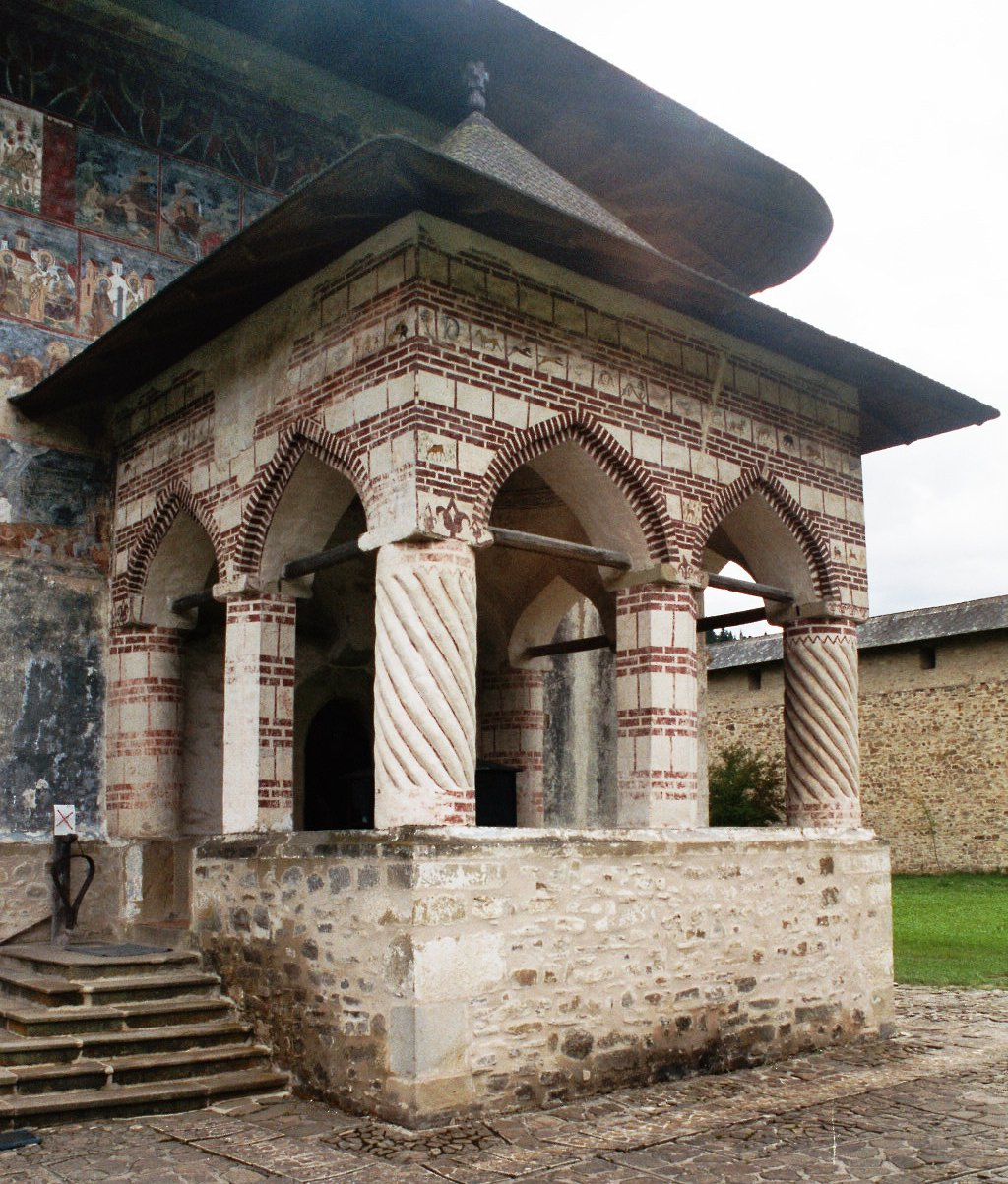
Pridvor la Mănăstirea Suceviţa
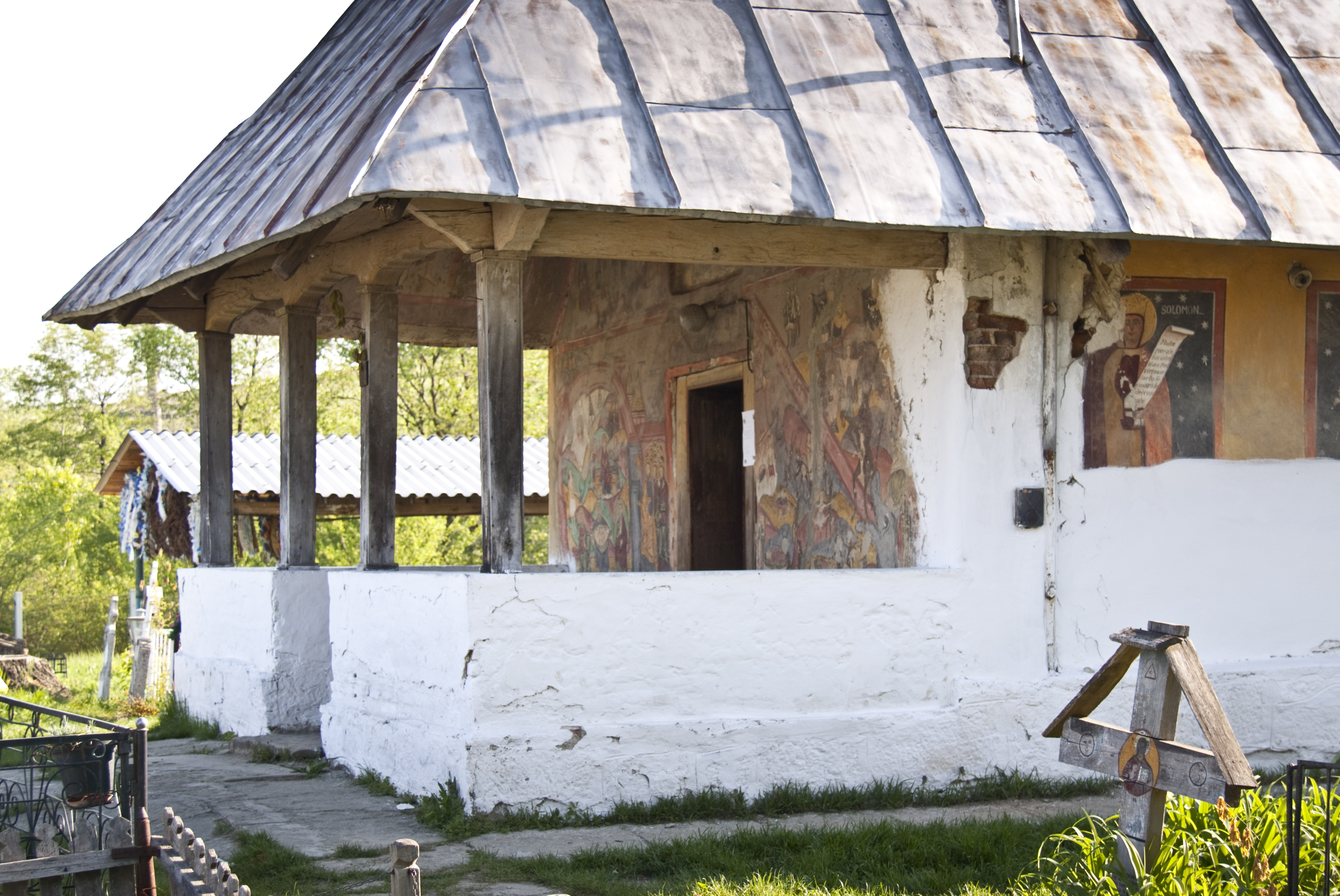
Biserica de lemn Dămţeni, Vâlcea: pridvor.
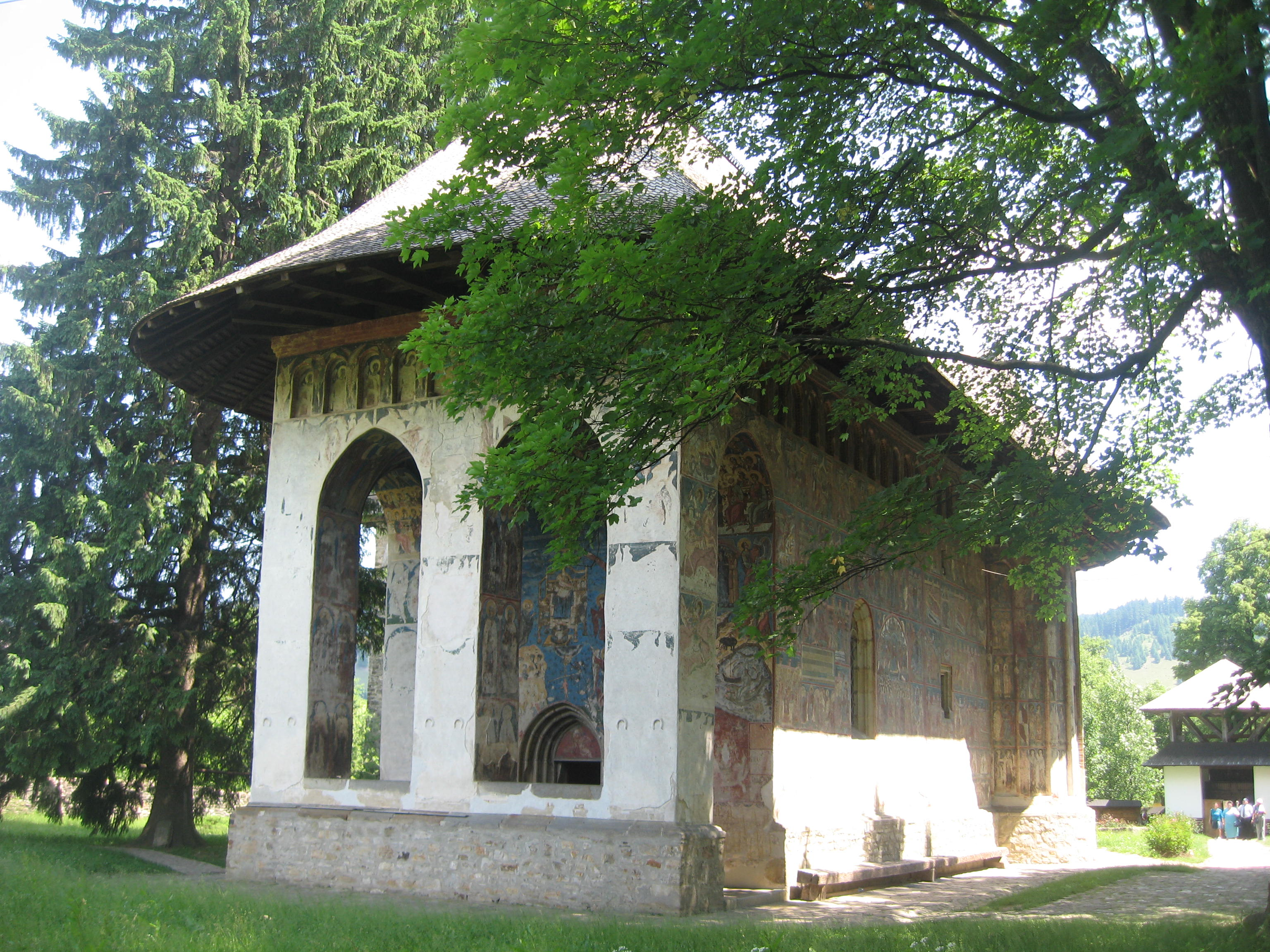
Pridvor la Mănăstirea Humor
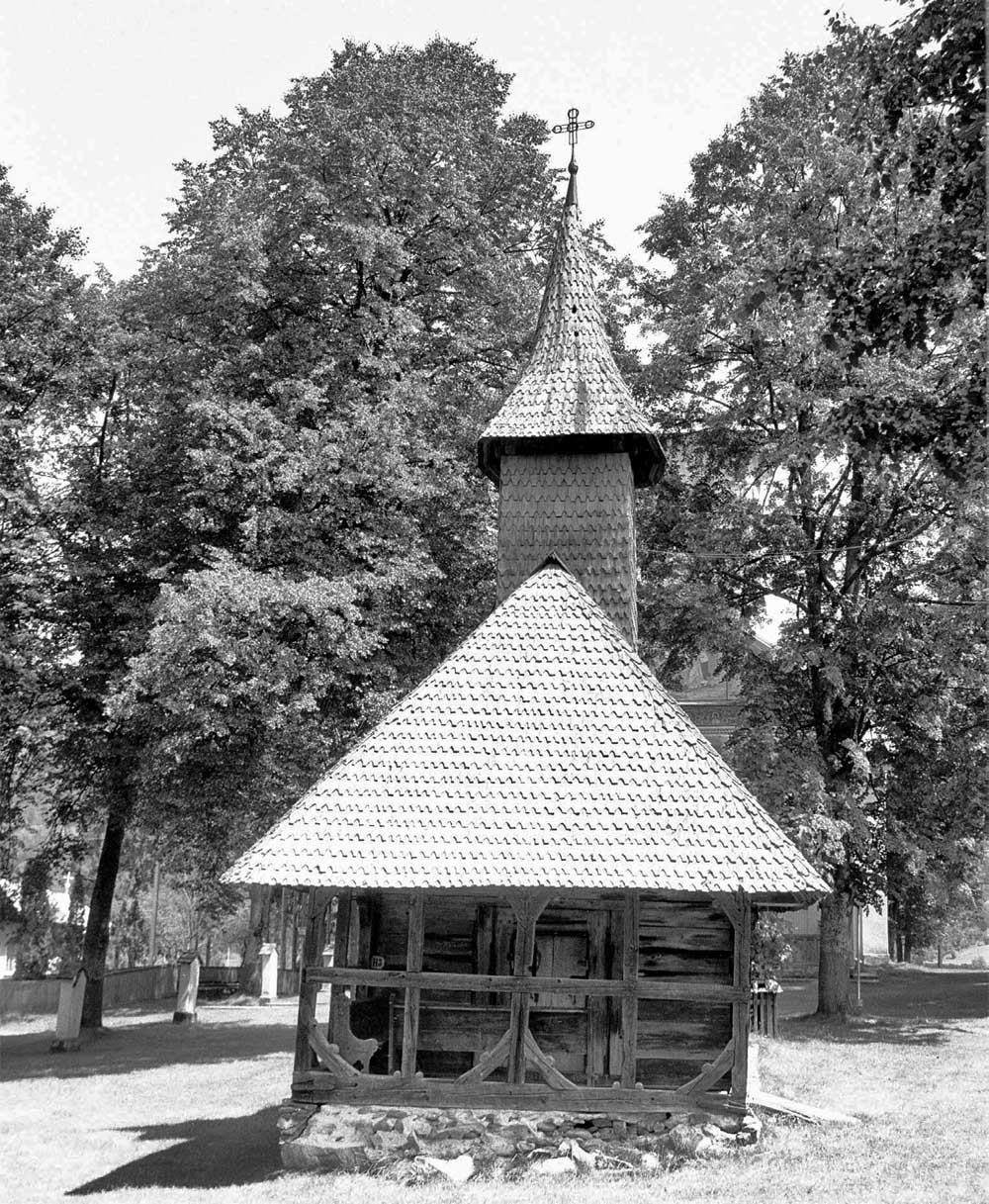
Biserica veche a Mănăstirii Moisei, Maramureş